# Labourdonnaisia
Genre
Classification phylogénétique
Labourdonnaisia est un genre de plantes à fleurs de la famille des Sapotaceae comptant 14 espèces d'arbres et arbustes endémiques de Madagascar et des Mascareignes, .

## Quelques espèces
- Labourdonnaisia albescens
- Labourdonnaisia calophylloides
- Labourdonnaisia costata
- Labourdonnaisia discolor
- Labourdonnaisia glauca
- Labourdonnaisia hexandra
- Labourdonnaisia lecomtei
- Labourdonnaisia madagascariensis
- Labourdonnaisia revoluta
- Labourdonnaisia richardiana
- Labourdonnaisia sarcophleia
- Labourdonnaisia sericea
- Labourdonnaisia thouarsii